# ヒゲネワチガイソウ
ヒゲネワチガイソウ（髭根輪違草、学名：Pseudostellaria palibiniana）は、ナデシコ科ワチガイソウ属の多年草。

## 特徴
小型の多年草。紡錘状に肥厚した根が1-4個あり、細いひげ状の根もある。茎は単生するか束生し、分枝しないで直立して高さ10-20cmになり、2列の短毛が生える。葉は質が薄く、上部と中部以下の2型がある。上部のものは2対が接近して十字状に対生してつくため輪生状に見え、広楕円形から広円形で、長さ4.5-8cm、幅1.8-3cmになり、先端は鋭頭から鋭尖頭で、縁は波打つ。中部以下の1-4対の葉はまばらに対生し、線状へら形で長さ2.5cm、幅0.3-1.3cmになり、基部が狭まり、基部を除き両面に毛は無い。
花期は4-5月。花の径は約1cm、1個が茎先につき、花柄は細く長さ2-2.5cmになり、毛は無い。萼片は5-7個、線状披針形から楕円状披針形になり長さは4-6mm、先端は鋭頭になり、背面に毛は無い。花弁は白色で5-7個、線状へら形から倒披針形で長さ5-8mm、先端は鋭頭でへこまない。雄蕊は10-14個あり、葯は暗赤褐色になる。花柱は2-3個ある。果実は蒴果となり、やや球形で径約5mmになり、3裂するか開裂しない。種子は褐色で、円形から扁円形で扁平、径約2mmで円錐状突起がある。下部の葉腋に少数の閉鎖花がつく。
上部の葉が十字状に対生するようすは同属のワダソウに似るが、本種の花柄には毛が無く、萼片と花弁が5-7個つき、花弁の先端が2裂しないことで異なる。また、本種の上部の葉の遅春から夏型は、下の写真のように幅が広くなる。

## 分布と生育環境
日本では本州（東北地方から中部地方）、四国（徳島県、愛媛県、高知県）に分布し、平野部の丘陵地から山地の夏緑林の林内や林縁に生育する。国外では朝鮮半島に分布する。

## 名前の由来
ヒゲネワチガイソウのヒゲネは、「髭根」の意で、ワチガイソウの仲間で主根に細いひげ状の根があることによる。

## ギャラリー
- この個体の萼片と花弁は6個ある。
- 上部の葉は2対が十字状につくため、輪生状に見える。花時の最上部の1対はまだ小さく、苞状に見える。
- 花後、上部の2対の葉は幅が広くなる。